# Luca Sbisa
Luca Sbisa (né le 30 janvier 1990 à Ozieri de la province de Sassari  en Italie) est un joueur professionnel suisse de hockey sur glace.

## Carrière

### Carrière en club
Sa famille a déménagé à Oberägeri en Suisse lorsqu'il était très jeune. Il commence sa carrière en jouant au sein de l'organisation de l'EV Zoug après que ses parents l'ont amené voir un match de Zoug alors qu'il a 4 ans. 2006-07 est sa grande année puisqu'il fait ses débuts avec l'équipe junior du club mais également avec l'équipe A dans la Ligue Nationale A au cours de la saison.
En 2007-08, il rejoint l'Amérique du Nord et l'équipe des Hurricanes de Lethbridge de la Ligue de hockey de l'Ouest.  Les Hurricanes l'ont sélectionné au 2e tour en 69e position lors du repêchage européen de la Ligue canadienne de hockey 2007. Il va aider son équipe à atteindre la finale des playoffs de la ligue même si les Hurricanes vont perdre contre les Chiefs de Spokane. Il est nommé meilleur recrue de la saison pour l'équipe et participe fin juin 2008 au repêchage d'entrée dans la Ligue nationale de hockey. Il est alors le troisième suisse de l'histoire à être choisi lors de la première ronde après Michel Riesen en 1997 et Luca Cereda en 1999 et est choisi en tant que 19e joueur par les Flyers de Philadelphie.
Après avoir fait des débuts concluants en NHL avec les Flyers de Philadelphie, il est échangé aux Ducks d'Anaheim pour la saison 2009-2010, où il retrouve son compatriote Jonas Hiller. Il commence la saison 2009-2010 directement en LNH, grâce à ses bonnes performances lors de la préparation estivale. Il est cependant renvoyé aux Hurricanes de Lethbridge après 8 matchs avec les Ducks, et est échangé aux Winterhawks de Portland le 10 janvier 2010.
Le 8 mars 2011, il signe un contrat de 4 années en faveur des Ducks, pour 8,7 millions de dollars.
Le 21 juin 2017, il est repêché des Canucks de Vancouver par les Golden Knights de Vegas lors du repêchage d'expansion de la LNH 2017.
Le 24 septembre 2018, il paraphe un contrat de 1 an avec les Islanders de New York.
Le 23 octobre 2019, il signe un contrat d'une saison et de 750 000$ dollars avec les Jets de Winnipeg.
Le 12 janvier 2021, il paraphe un contrat d'un an avec les Predators de Nashville, mais après une saison difficile et un seul match disputé, le 12 octobre 2021, il se retire de son activité de joueur et s'engage avec les Ducks d'Anaheim comme entraîneur du développement.

### Carrière internationale
Il représente la Suisse lors du championnat du monde junior 2008. Il est nommé capitaine de la sélection suisse pour le championnat du monde junior 2010, mais se blesse lors du deuxième match de son équipe. Sélectionné par Ralph Krueger pour disputer les Jeux olympiques de Vancouver 2010, il est rétabli à temps pour le début du tournoi.

## Statistiques

### En club
| Saison     | Équipe                   | Ligue            |     | Saison régulière | Saison régulière | Saison régulière | Saison régulière | Saison régulière | Saison régulière |   | Séries éliminatoires | Séries éliminatoires | Séries éliminatoires | Séries éliminatoires | Séries éliminatoires | Séries éliminatoires |
| Saison     | Équipe                   | Ligue            | PJ  | B                | A                | Pts              | Pun              | +/-              | PJ               | B | A                    | Pts                  | Pun                  | +/-                  |                      |                      |
| 2006-2007  | EV Zoug                  | Juniors Elites A | 29  | 5                | 14               | 19               | 28               | -                | -                | - | -                    | -                    | -                    | -                    |                      |                      |
| 2006-2007  | EHC Seewen Herti         | 1re Ligue        | 6   | 1                | 2                | 3                | 4                | -                | -                | - | -                    | -                    | -                    | -                    |                      |                      |
| 2006-2007  | EV Zoug                  | LNA              | 7   | 0                | 0                | 0                | 0                | -                | 1                | 0 | 0                    | 0                    | 0                    | -                    |                      |                      |
| 2007-2008  | Hurricanes de Lethbridge | LHOu             | 62  | 6                | 27               | 33               | 63               | +19              | 19               | 3 | 12                   | 15                   | 17                   | +8                   |                      |                      |
| 2008-2009  | Hurricanes de Lethbridge | LHOu             | 18  | 4                | 11               | 15               | 19               | -4               | 11               | 2 | 1                    | 3                    | 12                   | 0                    |                      |                      |
| 2008-2009  | Phantoms de Philadelphie | LAH              | 2   | 1                | 1                | 2                | 2                | -1               | -                | - | -                    | -                    | -                    | -                    |                      |                      |
| 2008-2009  | Flyers de Philadelphie   | LNH              | 39  | 0                | 7                | 7                | 36               | -6               | 1                | 0 | 0                    | 0                    | 2                    | 0                    |                      |                      |
| 2009-2010  | Ducks d'Anaheim          | LNH              | 8   | 0                | 0                | 0                | 6                | -1               | -                | - | -                    | -                    | -                    | -                    |                      |                      |
| 2009-2010  | Hurricanes de Lethbridge | LHOu             | 17  | 1                | 12               | 13               | 18               | 0                | -                | - | -                    | -                    | -                    | -                    |                      |                      |
| 2009-2010  | Winterhawks de Portland  | LHOu             | 12  | 3                | 2                | 5                | 11               | 0                | 13               | 2 | 2                    | 4                    | 26                   | 0                    |                      |                      |
| 2010-2011  | Crunch de Syracuse       | LAH              | 8   | 2                | 7                | 9                | 4                | +2               | -                | - | -                    | -                    | -                    | -                    |                      |                      |
| 2010-2011  | Ducks d'Anaheim          | LNH              | 68  | 2                | 9                | 11               | 43               | -11              | 6                | 0 | 1                    | 1                    | 8                    | -4                   |                      |                      |
| 2011-2012  | Ducks d'Anaheim          | LNH              | 80  | 5                | 19               | 24               | 66               | -5               | -                | - | -                    | -                    | -                    | -                    |                      |                      |
| 2012-2013  | HC Lugano                | LNA              | 30  | 5                | 7                | 12               | 14               | -1               | -                | - | -                    | -                    | -                    | -                    |                      |                      |
| 2012-2013  | Ducks d'Anaheim          | LNH              | 41  | 1                | 7                | 8                | 23               | 0                | 5                | 0 | 0                    | 0                    | 4                    | -2                   |                      |                      |
| 2013-2014  | Ducks d'Anaheim          | LNH              | 30  | 1                | 5                | 6                | 43               | 0                | 2                | 0 | 1                    | 1                    | 5                    | -2                   |                      |                      |
| 2013-2014  | Admirals de Norfolk      | LAH              | 4   | 0                | 2                | 2                | 0                | 1                | -                | - | -                    | -                    | -                    | -                    |                      |                      |
| 2014-2015  | Canucks de Vancouver     | LNH              | 76  | 3                | 8                | 11               | 46               | -8               | 6                | 1 | 1                    | 2                    | 7                    | -2                   |                      |                      |
| 2015-2016  | Canucks de Vancouver     | LNH              | 41  | 2                | 6                | 8                | 26               | +5               | -                | - | -                    | -                    | -                    |                      |                      |                      |
| 2016-2017  | Canucks de Vancouver     | LNH              | 82  | 2                | 11               | 13               | 40               | -1               | -                | - | -                    | -                    | -                    | -                    |                      |                      |
| 2017-2018  | Golden Knights de Vegas  | LNH              | 30  | 2                | 12               | 14               | 15               | +8               | 12               | 0 | 4                    | 4                    | 8                    | +5                   |                      |                      |
| 2018-2019  | Islanders de New York    | LNH              | 9   | 0                | 1                | 1                | 4                | 0                | -                | - | -                    | -                    | -                    | -                    |                      |                      |
| 2019-2020  | Jets de Winnipeg         | LNH              | 44  | 2                | 8                | 10               | 37               | +1               | -                | - | -                    | -                    | -                    | -                    |                      |                      |
| 2020-2021  | Predators de Nashville   | LNH              | 1   | 0                | 0                | 0                | 0                | 0                | -                | - | -                    | -                    | -                    | -                    |                      |                      |
| Totaux LNH | Totaux LNH               | Totaux LNH       | 549 | 20               | 93               | 113              | 385              | -18              | 32               | 1 | 7                    | 8                    | 34                   | -5                   |                      |                      |

### Statistiques en équipe nationale
| Année | Équipe        | Édition                     |   | PJ | B | A | Pts | Pun | +/-       |  | Résultat |
| 2008  | Suisse -20    | Championnat du monde junior | 6 | 0  | 0 | 0 | 4   | -1  | 9e place  |  |          |
| 2010  | Suisse -20    | Championnat du monde junior | 2 | 0  | 0 | 0 | 0   | -3  | 4e place  |  |          |
| 2010  | Suisse        | Jeux olympiques             | 5 | 0  | 0 | 0 | 0   | 0   | 8e place  |  |          |
| 2011  | Suisse        | Championnat du monde        | 6 | 0  | 1 | 1 | 4   | 0   | 9e place  |  |          |
| 2012  | Suisse        | Championnat du monde        | 7 | 0  | 1 | 1 | 8   | -6  | 11e place |  |          |
| 2016  | Équipe Europe | Coupe du monde              | 1 | 0  | 0 | 0 | 0   | -1  | Finaliste |  |          |